# Relations entre le Népal et l'Union européenne
Les relations entre le Népal et l’Union européenne reposent principalement sur les questions d'éducation, de paix, de stabilité et de capacité commerciale et économique. L'Union européenne travaille avec le Népal et les communautés locales pour réduire les risques de désastres et favoriser l'adaptation au changement climatique.
L'actuelle ambassadrice est, depuis septembre 2020, Nona Deprez.Il s'agissait, auparavant, de Alexander Spachis.

## Sources

## Compléments